# Новые Ярыловичи (пункт пропуска)

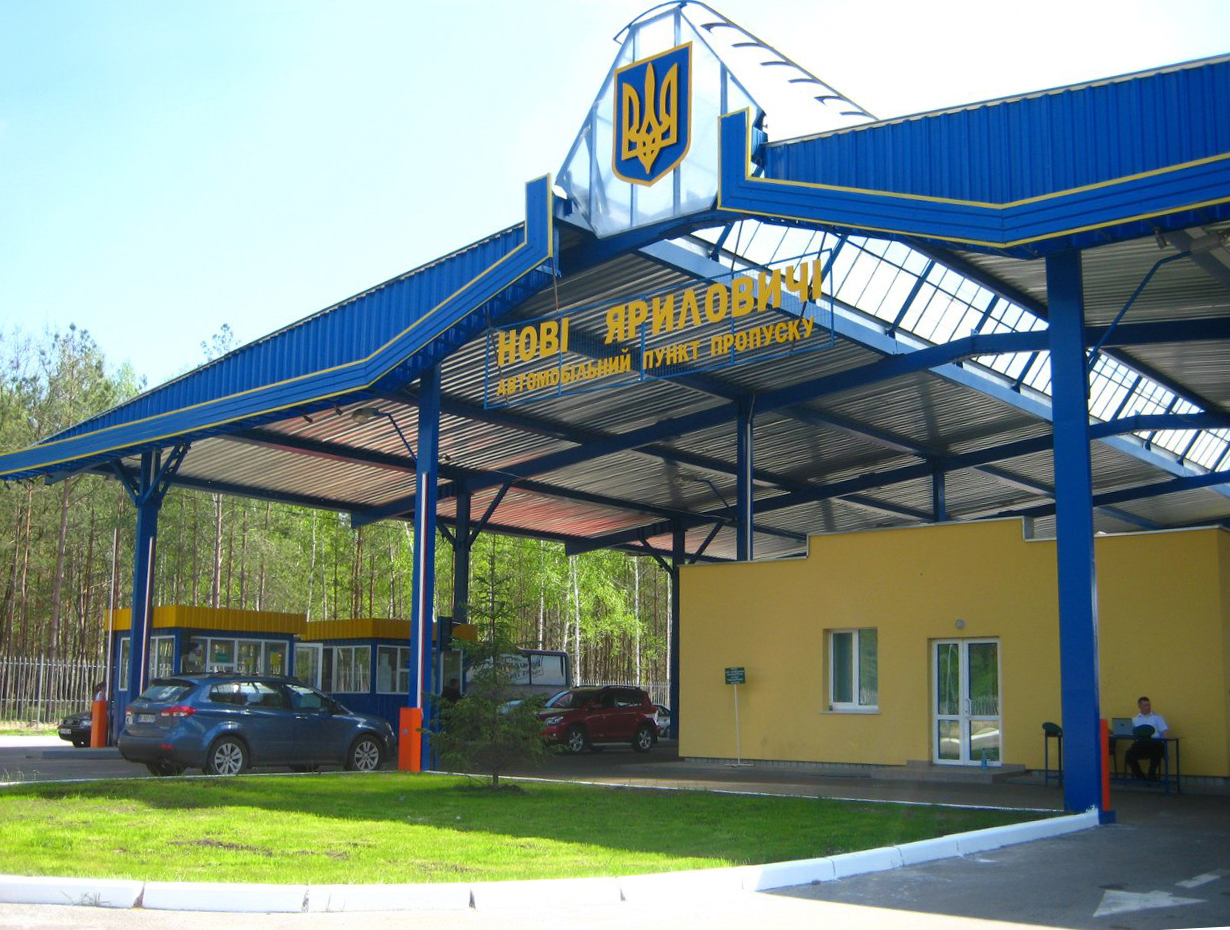
Пункт пропуска «Новые Ярыловичи»

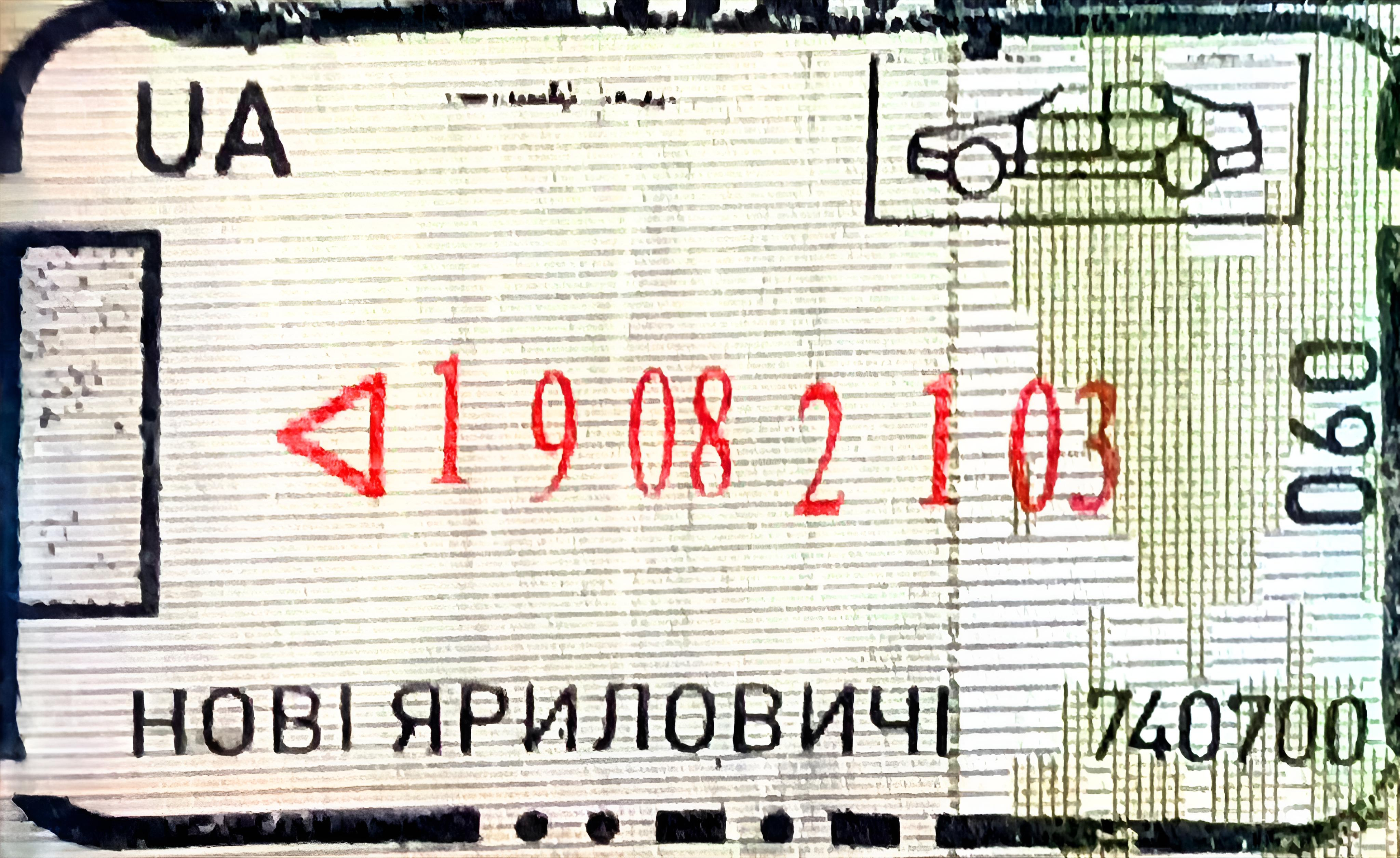
Штамп пункта пропуска «Новые Ярыловичи»

Новые Ярыловичи (укр. Нові Яриловичі) — таможенный пост «Новые Ярыловичи» и обустроенный пункт пропуска «Новые Ярыловичи — Новая Гута» Черниговской таможни (Государственной фискальной службы Украины) на государственной границе Украины с Белоруссией.
Таможенный пост «Новые Ярыловичи» расположен в селе Скиток Черниговского района Черниговской области. Таможенному посту «Новые Ярыловичи» подчиняются следующие пункты пропуска: «Новые Ярыловичи — Новая Гута», «Неданчичи — Йолча», «Славутич — Комарин», «Горностаевка — Терюха».
Пункт пропуска «Новые Ярыловичи» расположен в 700 метрах от белорусско-украинской границы. Вид пункта пропуска — автомобильный. Статус пункта пропуска — международный, круглосуточный (до вторжения России на Украину; ныне не работает). Характер перевозок — пассажирский, грузовой (до вторжения России на Украину).
Пункт пропуска расположен в Черниговском районе Черниговской области, вблизи села Скиток, в 6 км от села Новые Ярыловичи. Через пункт пропуска проходят автодороги E 95 и М-01. С белорусской стороны находится пункт пропуска «Новая Гута» на трассе М8/E 95 в направлении Гомеля.
Помимо радиологического, таможенного и пограничного контроля пункт пропуска «Новые Ярыловичи» мог осуществлять санитарный, фитосанитарный, ветеринарный, экологический контроль и контроль Службы международных автомобильных перевозок.
Пункт пропуска «Новые Яриловичи» входит в состав таможенного поста «Новые Яриловичи» Черниговской таможни. Код пункта пропуска — 10203 02 00 (11).